# السيد ريبلي الموهوب (فلم)
فيلم السيد ريبلي الموهوب (بالإنجليزية: The Talented Mr. Ripley) الذي صدر في عام 1999 هو من إخراج أنتوني مينغيلا. الفيلم مبني على رواية بقلم باتريشا هايسميث من عام 1955.
والفيلم من بطولة مات دايمون بدور توم ريبلي، وغوينيث بالترو بدور مارج شروود، وجود لو بدور ديكي غرينليف، وكايت بلانشيت بدور ميريديث لوغ (وهي شخصية خلقت خصيصًا للفيلم)، وفيليب سيمور هوفمان بدور فردي مايلس، وجاك دافنبورت بدور بيتر سميث-كينغسلي (وهي شخصية أخرى خلقت خصيصًا للفيلم) وجايمس ربهورن بدور هربرت غرينليف.
صور الفيلم بغالبه في إيطاليا، حيث صوّرت العديد من المشاهد على خلفية مدينتي روما والبندقية.

## الشخصيات
مات ديمون في دور توم ريبلي
جوينيث بالترو في دور مارج شروود
جود لو في دور ديكس غرينيلف
كيت بلانشيت في دور ميريدث لوغ
```
 
فيليب سيمور هوفمان
 في دور فريدي مايلس
```

جاك دافنبورت في دور بيتر سميث كينغسلي
جيمس ريبهورن في دور هربرت غريني

## وصلات خارجية
- مقالات تستعمل روابط فنية بلا صلة مع ويكي بيانات